# Saratov
Sarа́tov (in russo Сара́тов? ) è una città della Russia europea, porto sul medio corso del fiume Volga e capoluogo dell'omonima oblast'.
L’area metropolitana della città conta fino a 1,2 milioni di abitanti.

## Storia
Le origini della città risalgono ai tempi della penetrazione russa nella regione del basso Volga, verso la fine del secolo XVI; in quello scorcio di secolo furono fondate diverse fortezze nella zona, poi divenute importanti città: Caricyn (la futura Volgograd), Samara e appunto, nel 1590, Saratov. Il nome deriva dalle parole turche San Taw, montagna gialla, anche se potrebbe avere anche il significato di montagna bella. La città, che dal 1797 al 1928 è stata capoluogo della Gubernija di Saratov, è stata sede di una fiorente comunità tedesca.
Proprio per questi tedeschi del Volga, molti dei quali cattolici, fu eretta a metà Ottocento la diocesi di Tiraspol con sede a Saratov (oggi la città è sede della diocesi di San Clemente a Saratov). Numerosi erano stati anche i protestanti anch'essi di origine tedesca. Entrambe le comunità religiose furono perseguitate in epoca sovietica sia per motivi etnici che religiosi.
Nel 1870 Saratov venne raggiunta dalla ferrovia Rjazano-Ural'skaja. Per i primi 39 anni ha funzionato il traghetto che garantiva il trasporto dei vagoni attraverso il Volga; successivamente, nel 1935, venne costruito il ponte ferroviario Saratovskij. Attualmente nella città di Saratov esistono tre ponti che permettono l'attraversamento del Volga, uno ferroviario (dal 1935) e due automobilistici, il ponte Saratovskij del 1965 che collega la città con Ėngel's e il Nuovo ponte Saratovskij, inaugurato nel 2009.
Negli anni della seconda guerra mondiale attraverso Saratov passava la ferrovia che assicurava il trasporto delle truppe, delle munizioni e di altre merci verso la città di Stalingrado. La città è diventata un importante nodo di comunicazioni terrestri, aeree e fluviali. Dall'aeroporto di Saratov vengono effettuati voli sia locali che diretti verso le altre grandi città della Russia.

## Geografia fisica

### Clima
Fonte: WorldClimate.com
- Temperatura media annua: 5,4 °C
- Temperatura media del mese più freddo (gennaio): −11,0 °C
- Temperatura media del mese più caldo (luglio): 21,9 °C
- Precipitazioni medie annue: 417 mm

## Caratteristiche

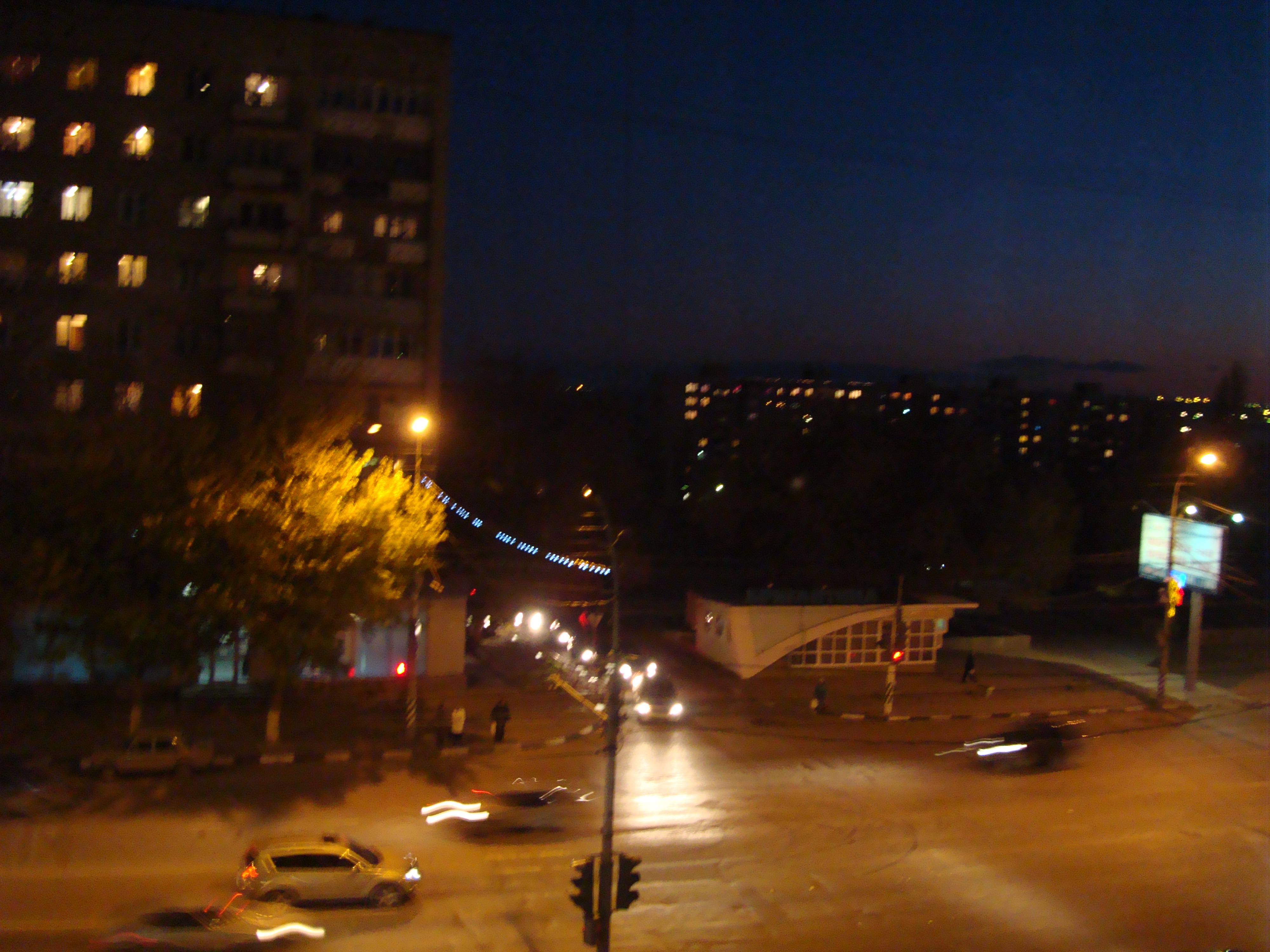
Saratov

Saratov è un importantissimo porto sul Volga e un grosso centro industriale, fra i più importanti della regione; è anche un grosso centro culturale, dal momento che è sede di svariati istituti di ricerca, università, laboratori.

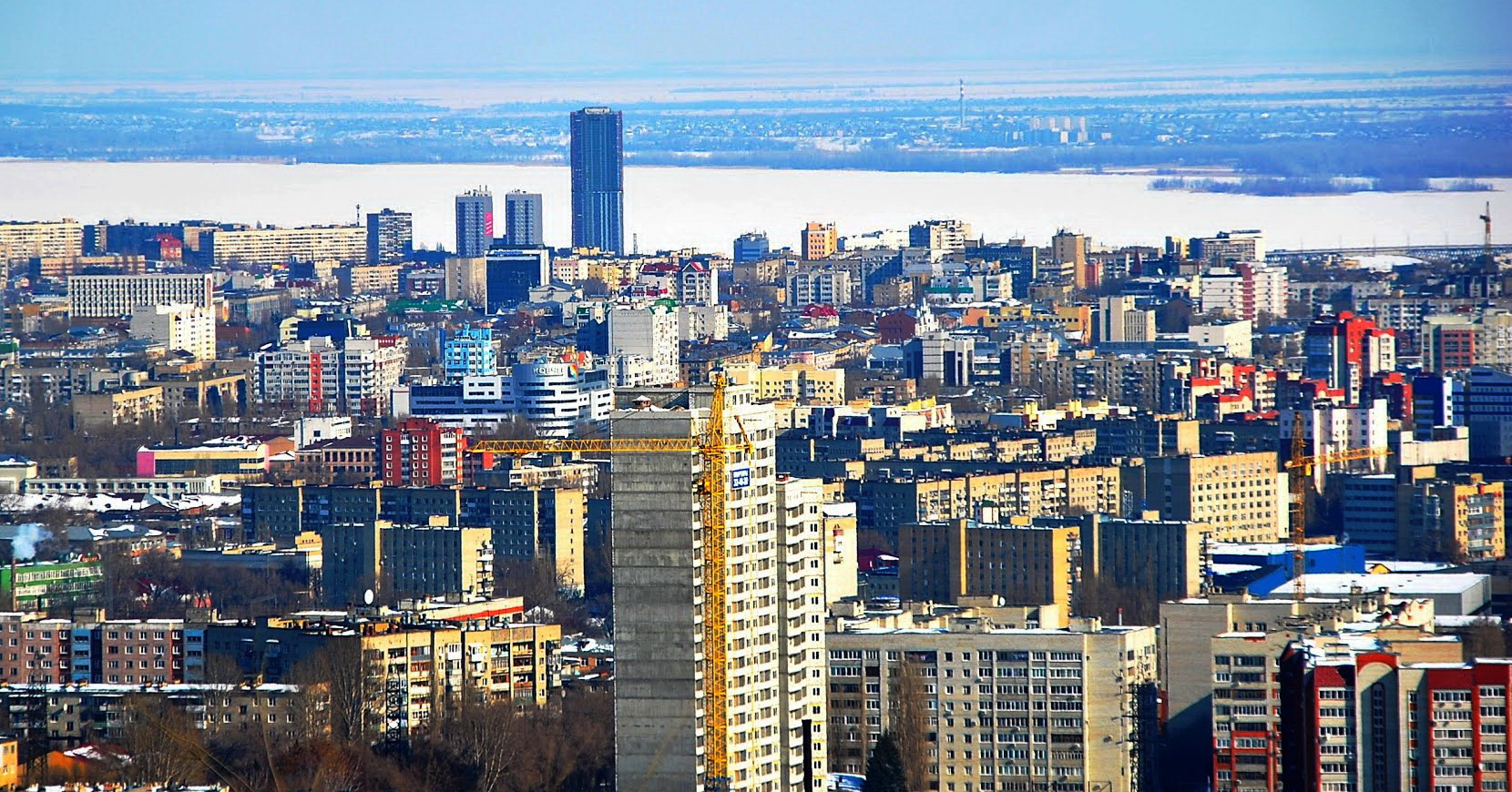
Saratov

## Società

### Evoluzione demografica
Fonte: mojgorod.ru
| Anno | Popolazione          |
| ---- | -------------------- |
| 1811 | 26.700               |
| 1863 | 84.400               |
| 1897 | 137.100              |
| 1926 | 211.800              |
| 1939 | 372.000              |
| 1959 | 579.000              |
| 1979 | 855.700              |
| 1989 | 904.600              |
| 2002 | 873.055 (censimento) |
| 2006 | 850.100              |

## Infrastrutture e trasporti

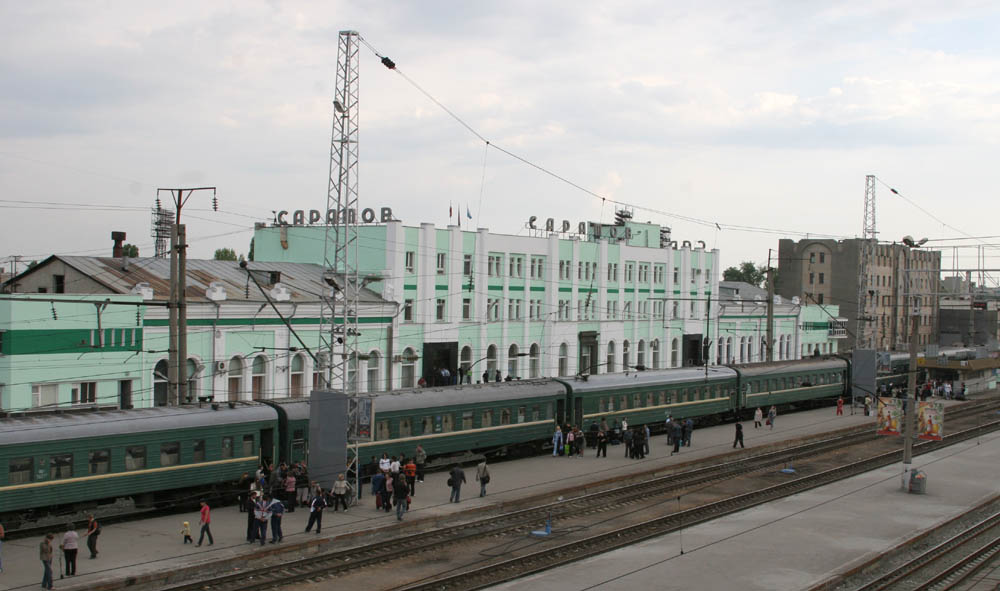
Stazione Saratov-1 delle Ferrovie russe

### Aereo
L'Aeroporto di Saratov (IATA: RTW, ICAO: UWSS) è la base tecnica della compagnia aerea russa Saravia (IATA: 6W) che effettua voli di linea nelle principali città della Russia ed anche in Germania, Turchia, Armenia, Azerbaijan con una flotta composta da aerei a corto/medio raggio.

### Treno
La città di Saratov è servita dalle ferrovie russe con i treni regionali e a lunga percorrenza.

## Sport
In città ha sede la squadra di pallacanestro Basketbol'nyj klub Avtodor.